# Yamaha DT 125

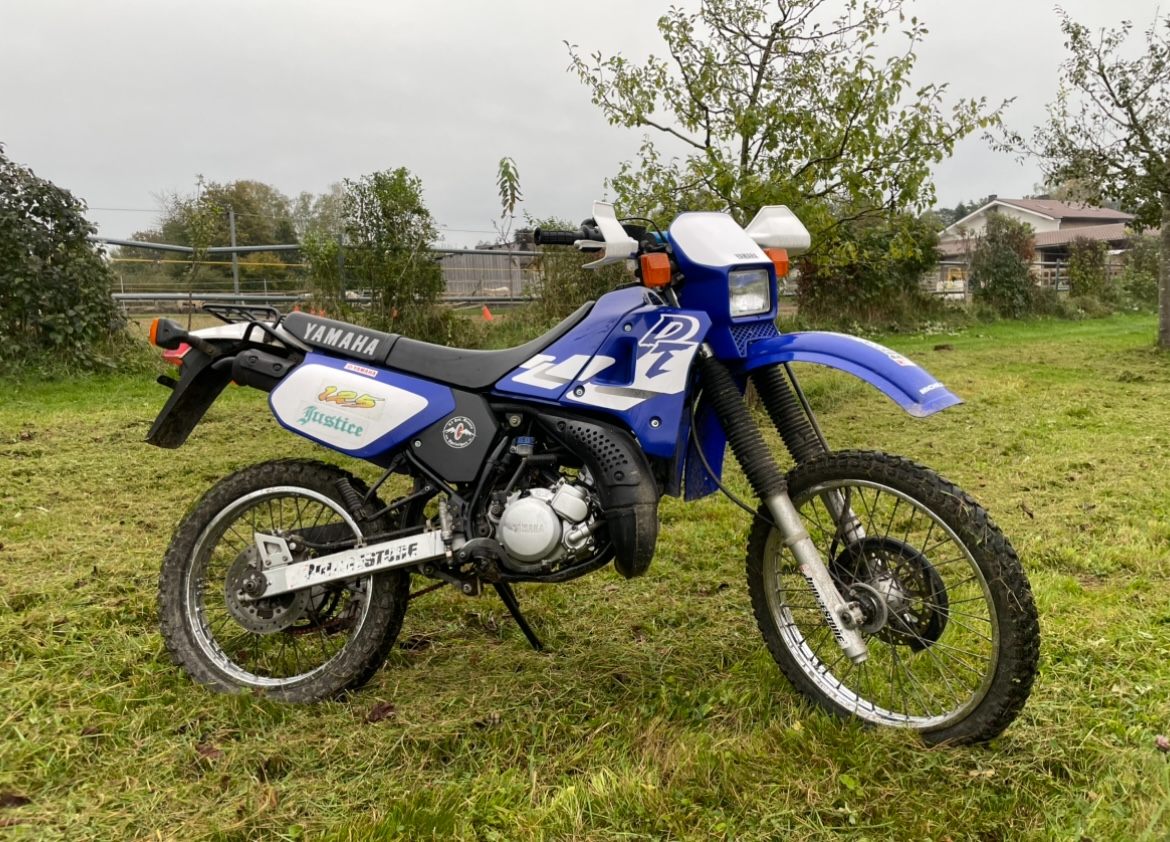
Yamaha DT 125 R 4bl 1998

Das Motorrad Yamaha DT 125 (DT für Dirt Track) ist eine Enduro, im Deutschen auch Geländemotorrad genannt, das vom japanischen Hersteller Yamaha hergestellt wurde.

## Geschichte
Die Entwicklung dieses heute in die Klasse der Enduro-Typen einzuordnenden Modells lässt sich bis zur DT 1 zurückverfolgen, deren Produktion die Firma 1967 aufgenommen hatte. Kennzeichnend für die bisher im Laufe der Jahre in Hubraumversionen von 50 bis 400 cm³ hergestellten DT-Modelle ist der Einzylinder Zweitakt-Ottomotor.
Bis 2003 gab es die DT 125 R in den Farben blau, schwarz und weiß, auf Wunsch mit E-Start. 2004 erschien dann die DT 125 RE mit Elektrostarter und Katalysator, ab 2005 wurde die Supermoto-Baureihe DT 125 X vertrieben. Seit 2007 wird die Yamaha DT 125 in Deutschland wegen der verschärften Zulassungsvorschriften bezüglich des Abgasausstoßes nicht mehr verkauft, in anderen Ländern wie Italien ist sie weiterhin erhältlich. Nachfolger der Yamaha DT 125 R ist die mit einem Viertakt-Ottomotor ausgestattete Yamaha XT 125 R oder eher die WR 125, ebenfalls mit 4 Takt-Motor ausgestattet.

## Technik
Der wassergekühlte Minarelli-Einzylindermotor der DT 125 leistet je nach Art der Drossel:
Typ 4BL (Baujahr 1991-1999),
- 7 kW / 9,5 PS, Höchstgeschwindigkeit 85 km/h.
- 9 kW / 12 PS, Höchstgeschwindigkeit 94 km/h.
- 11 kW / 15 PS, Höchstgeschwindigkeit 112 km/h.
- 17 kW / 23 PS, Höchstgeschwindigkeit 125 km/h.

Typ DE03 (Baujahr 1999-2003),
- 10,4 kW / 14 PS, Höchstgeschwindigkeit 80 km/h.
- 10,4 kW / 14 PS, Höchstgeschwindigkeit 103 km/h.
- 17 kW / 23 PS, Höchstgeschwindigkeit 125 km/h.

Typ DE06 (Baujahr 2003-2006),
- 7 kW / ca. 10 PS, Höchstgeschwindigkeit 80 km/h.
- 10 kW / ca. 14 PS, Höchstgeschwindigkeit 80 km/h.
- 11 kW / 15 PS, Höchstgeschwindigkeit 80 km/h.
- 11 kW / 15 PS, Höchstgeschwindigkeit 108 km/h.

Angetrieben wird das Hinterrad durch einen Kettenantrieb mit einem 16er/17er-Ritzel und einem 57er-Kettenblatt (je nach Drosselung). Der Tank der DT 125 fasst 10,4 l. Je nach Fahrweise lassen sich so etwa 180 km überbrücken (+ 30-35 km Reserve). Die Yamaha DT 125 ist durch ihre 127 kg eine normalgewichtige 125 cm³ Enduro. Als Höchstgeschwindigkeit (ungedrosselt) sind im Fahrzeugschein 125 km/h eingetragen. Die offene Leistung beträgt 17 kW. Vor allem durch ihre Stollenreifen und ihr Gewicht ist die DT 125 auch gut im Gelände einsetzbar.